# يوروبيلينوجين
يوروبيلينوجين مركب من مركبات البيلينات، والذي يتألف بنيوياً من أربع حلقات بيرول خطية، وهو ناتج من نواتج تقويض الهيم، كما أنه ناتج اختزال البيليروبين. يعاد امتصاص حوالي نصف اليوروبيلينوجين ويصل إلى الكبد، ومنه إلى مجرى الدم، ثم يطرح عبر الكليتين.
تتشكل كميات متزايدة من البيليروبين في انحلال الدم ، مما يؤدي إلى زيادة اليوروبيلينوجين في القناة الهضمية. في أمراض الكبد (مثل التهاب الكبد) ، يتم تثبيط دورة اليوروبيلينوجين داخل الكبد أيضًا مما يؤدي إلى زيادة مستويات اليوروبيلينوجين ، يتحول اليوروبيلينوجين الي اليوروبيلين الأصفر المصطبغ الظاهر في البول.
يتم تقليل اليوروبيلينوجين الموجود في الأمعاء مباشرة إلى ستيركوبيلين البني ، مما يعطي البراز لونه المميز. يمكن أيضًا اختزاله إلى مادة ستيركوبيلينوجين ، والتي يمكن أن تتأكسد بعد ذلك إلى ستيركوبيلين. وهذا يشكل «دورة اليوروبيلينوجين المعوية الكبدية» الطبيعية.
في انسداد القنوات الصفراوية ، تصل كميات أقل من الطبيعي من البيليروبين المترافق إلى الأمعاء للتحول إلى اليوروبيلينوجين. مع وجود اليوروبيلينوجين المحدود المتاح لإعادة الامتصاص والإفراز ، تكون كمية اليوروبيلين الموجودة في البول منخفضة. تدخل كميات كبيرة من البيليروبين المترافق القابل للذوبان في الدورة الدموية حيث يتم إفرازها عن طريق الكلى. هذه الآليات هي المسؤولة عن البول الداكن والبراز الشاحب الذي لوحظ في انسداد القنوات الصفراوية.
قد ينتج انخفاض اليوروبيلينوجين في البول عن اليرقان الانسدادي الكامل أو العلاج بالمضادات الحيوية واسعة الطيف التي تدمر الفلورا البكتيرية المعوية. (إعاقة مرور البيليروبين في القناة الهضمية أو فشل إنتاج اليوروبيلينوجين في القناة الهضمية).
بيليروبين ينتج انخفاض مستويات اليوروبيلينوجين في البول عن اليرقان الأنزيمي الخلقي (متلازمات فرط بيليروبين الدم) أو من العلاج بالأدوية التي تحمض البول ، مثل كلوريد الأمونيوم أو حمض الأسكوربيك.
تزداد كميات البيليروبين في مرض انحلال الدم وفي فقر الدم الانحلالي، مما يؤدي إلى ازدياد كمية اليوروبيلينوجين في الأمعاء. كما يلاحظ ازدياد نسبته في الالتهاب الكبدي.